# Kępa Radwankowska
Kępa Radwankowska – wieś w Polsce położona w województwie mazowieckim, w powiecie piaseczyńskim, w gminie Góra Kalwaria. Leży na lewym brzegu Wisły.
W latach 1975–1998 miejscowość należała administracyjnie do województwa warszawskiego.